# XXII wiek
XXI wiek ~ XXII wiek ~ XXIII wiek
Lata 2100. • Lata 2110. •  Lata 2120. • Lata 2130. • Lata 2140. • Lata 2150. • Lata 2160. • Lata 2170. • Lata 2180. • Lata 2190.
XXII wiek – drugi wiek trzeciego tysiąclecia według kalendarza gregoriańskiego. XXII wiek rozpocznie się 1 stycznia 2101 roku i zakończy się 31 grudnia 2200 roku.

## Zjawiska astronomiczne
- 11 grudnia 2117 – Tranzyt Wenus.
- 8 grudnia 2125 – Tranzyt Wenus.
- 2134 – Przejście komety Halleya przez peryhelium[1].
- 7 października 2135 – Całkowite zaćmienie Słońca widoczne na terenie południowo–zachodniej Polski[2].
- 25 maja 2142 – Całkowite zaćmienie Słońca widoczne na terenie północno–zachodniej Polski[3].
- 5 lipca 2168 – Rekordowo długie całkowite zaćmienie Słońca (7 min 26 s), niewidoczne w Polsce[4].
- 14 kwietnia 2200 – Całkowite zaćmienie Słońca widoczne na terenie centralnej Polski[5].

## Fikcyjne wizje przyszłości
- Akcja serialu Star Trek: Enterprise.
- 2102 – Akcja gry komputerowej Fallout 76.
- 2122 – Akcja filmu Obcy – ósmy pasażer Nostromo.
- 2140 – Akcja gry komputerowej Earth 2140.
- 2142 – Akcja gry komputerowej Battlefield 2142.
- 2145 - Akcja gry komputerowej Doom 3
- 2148 – Akcja gry komputerowej Doom (gra komputerowa 2016).
- 2149 – Akcja serialu The 100.
- 2150 – Akcja gry komputerowej Earth 2150.
- 2154 – Akcja filmu Avatar.
- 2160 – Akcja gry komputerowej Earth 2160.
- 2161 – Akcja gry Fallout.
- 2179 – Akcja filmu Obcy - decydujące starcie.
- 2183 – Akcja gry Mass Effect.
- Końcówka XXII w. – Akcja gry Subnautica.